# Iêmen nos Jogos Olímpicos de Verão de 2008
O Iêmen competiu nos Jogos Olímpicos de Verão de 2008, em Pequim, na China.

## Desempenho

### Atletismo
| Atleta             | Prova           | Ronda 1 | Ronda 1 | Ronda 2     | Ronda 2     | Semifinal   | Semifinal   | Final       | Final       |
| Atleta             | Prova           | Tempo   | Pos.    | Tempo       | Pos.        | Tempo       | Pos.        | Tempo       | Pos.        |
| ------------------ | --------------- | ------- | ------- | ----------- | ----------- | ----------- | ----------- | ----------- | ----------- |
| Mohammed Al-Yafaee | 800 m masculino | 1:54.82 | 56º     |             |             | Não avançou | Não avançou | Não avançou | Não avançou |
| Waseelah Saad      | 100 m feminino  | 13.60   | 78º     | Não avançou | Não avançou | Não avançou | Não avançou | Não avançou | Não avançou |

### Ginástica artística
Masculino
| Atleta            | Prova            | Qualificatória | Qualificatória   | Qualificatória | Qualificatória     | Qualificatória   | Qualificatória | Qualificatória | Qualificatória |
| Atleta            | Prova            | Solo           | Cavalo com alças | Argolas        | Salto sobre a mesa | Barras paralelas | Barra fixa     | Total          | Pos.           |
| ----------------- | ---------------- | -------------- | ---------------- | -------------- | ------------------ | ---------------- | -------------- | -------------- | -------------- |
| Nashwan Al-Harazi | Individual geral | 13.250         | 12.525           |                | 15.400             |                  |                | 41.175         | 81º            |

### Judô
| Atleta       | Prova            | Preliminares           | Ronda dos 32                 | Ronda dos 16           | Quartos-finais         | Semifinais             | Repescagem Primeira Ronda | Repescagem Quartos-finais | Repescagem Semifinais  | Final                  |
| Atleta       | Prova            | Adversário e resultado | Adversário e resultado       | Adversário e resultado | Adversário e resultado | Adversário e resultado | Adversário e resultado    | Adversário e resultado    | Adversário e resultado | Adversário e resultado |
| ------------ | ---------------- | ---------------------- | ---------------------------- | ---------------------- | ---------------------- | ---------------------- | ------------------------- | ------------------------- | ---------------------- | ---------------------- |
| Ali Khousrof | −60 kg masculino |                        | RUS R. Kishmakov D 0000–0200 | Não avançou            | Não avançou            | Não avançou            | Não avançou               | Não avançou               | Não avançou            | Não avançou            |

### Natação
| Atleta               | Prova                | Eliminatórias | Eliminatórias | Semifinal   | Semifinal   | Final       | Final       |
| Atleta               | Prova                | Tempo         | Pos.          | Tempo       | Pos.        | Tempo       | Pos.        |
| -------------------- | -------------------- | ------------- | ------------- | ----------- | ----------- | ----------- | ----------- |
| Abdulsalam Al-Gadabi | 50 m livre masculino | 30.63         | 94º           | Não avançou | Não avançou | Não avançou | Não avançou |